# Indische houtsnip
De Indische houtsnip (Scolopax saturata) is een vogel uit de familie Scolopacidae (Strandlopers en snippen). Het is een gevoelige, endemische vogelsoort in Indonesië.

## Kenmerken
De vogel is 29 tot 31 cm. Het is een relatief kleine soort houtsnip, van boven donker gekleurd met kastanje kleurige banderingen en donkere vleugels en een donkere staart met een zilvergrijze eindrand. De borst en onderbuik zijn roodbruin met een lichte vlek op de buik.

## Verspreiding en leefgebied
Deze soort komt voor in de bergachtige gebieden van Java en Sumatra. Het leefgebied is onaangetast vochtig tropisch montaan bos tussen de 1500 en 3000 m boven zeeniveau.

## Status
De Indische houtsnip heeft een beperkt verspreidingsgebied en daardoor is de kans op uitsterven aanwezig. De grootte van de populatie is niet gekwantificeerd en daardoor zijn er ook geen gegevens over trends in aantallen. Regenwouden die hoger in berggebieden liggen zijn minder bedreigd dan bossen in laagland die worden omgezet in gebied voor agrarisch gebruik zoals oliepalmplantages. Deze houtsnip is echter zeer gevoelig voor veranderingen in het leefgebied. Om deze redenen staat deze soort als gevoelig op de Rode Lijst van de IUCN.